# Вепська Вікіпедія
Вепська вікіпедія (вепс. Vepsän Vikipedii) — розділ Вікіпедії вепською мовою. Вепська Вікіпедія станом на 28 березня 2025 року містить 7000 статей, 17 083 зареєстрованих користувачів, 24 активних дописувачів, 1 адміністратора
. Загальна кількість сторінок в вепській Вікіпедії — 36 856, редагувань — 176 136, мультимедійні файли відсутні
. Глибина (рівень розвитку мовного розділу) вепської Вікіпедії середня і становить 86.9 пунктів
.

## Історія
Створена у 2008 році учасником із Франції як один з проектів Вікі-інкубатора. Лише у 2011 р. мовний комітет Вікіпедії схвалив перенесення вепського розділу на постійний домен.
Унікальність Вепської Вікіпедії полягає в тому, що вона є першим мовним розділом корінних народів Російської Федерації, написаних латинською графікою. На початковому етапі роботи над розділом його творці розглядали ідею написання Вепської Вікіпедії із використанням кирилиці, однак, зрештою, від ідеї відмовились. [Архівовано 9 листопада 2019 у Wayback Machine.]
- Лютий 2012 — 39 статей.
- Грудень 2015 — 4963 статей.

## Про творців
Вепський розділ розвивається надзвичайно динамічно у порівнянні з іншими розділами фіно-угорськими мовами корінних народів Росії. Активні дописувачі вепського розділу не є вепсами за походженням, водночас, володіють вепською мовою на достатньому рівні, аби створювати прості статті.